# Cephalops obtusinervis
Cephalops obtusinervis är en tvåvingeart som först beskrevs av Zetterstedt 1844.  Cephalops obtusinervis ingår i släktet Cephalops och familjen ögonflugor. Arten är reproducerande i Sverige. Inga underarter finns listade i Catalogue of Life.